# Alleen Elvis blijft bestaan
Alleen Elvis blijft bestaan is een praatprogramma op Canvas. In het programma heeft Thomas Vanderveken elke week een lang gesprek met één gast aan de hand van twaalf beeldfragmenten die hen ontroerd, geprikkeld, geïnspireerd of aan het lachen hebben gebracht. Negen ervan worden door de gast gekozen, de andere drie (zogenaamde vraagtekens) worden door Vanderveken en zijn redactie geselecteerd (maar van deze verhouding kan in functie van de gast worden afgeweken). Het concept is gelijkaardig aan dat van het Nederlandse televisieprogramma Zomergasten.

## Geschiedenis
In seizoen 1 bestonden de eerste twaalf afleveringen uit 50 minuten. Aansluitend werden er een vier XL-afleveringen gemaakt die elk 100 minuten duurde. In seizoen 2 duurden alle afleveringen 90 minuten. In de eerste drie seizoenen werd Alleen Elvis blijft bestaan op vrijdag live uitgezonden vanuit de Canvas-studio waar ook programma's als Terzake en Reyers Laat worden gemaakt. In het najaar van 2015 verhuisde het programma naar zaterdagavond. Toen kreeg het programma ook een eigen studio. 68 percent van de gasten was van het mannelijke geslacht (seizoen 1 - 8). Enkel in seizoen 7 mochten evenveel vrouwen als mannen aan tafel schuiven.
De titel van het programma is een zin uit het nummer 'Mia' van de Belgische groep Gorki.
Vanderveken won voor zijn presentatie in 2015 en 2017 een Vlaamse Televisiester. Het programma werd ook genomineerd voor beste entertainmentprogramma.
De honderdste aflevering (seizoen 10), waarbij Stephen Fry te gast zou zijn en die geprogrammeerd stond voor 12 december 2020, werd uitgesteld wegens de coronapandemie. Stephen Fry werd op dat moment geadviseerd om niet naar België af te reizen voor de opnamen.

## Ontvangst
In 2025 Alleen Elvis blijft bestaan werd op een lijst van "De beste tv-programma’s van de voorbije 25 jaar" door De Standaard geplaatst.

## Afleveringen

### Seizoen 1
| Gast                 | Uitzenddatum      |
| -------------------- | ----------------- |
| Luk Alloo            | 13 september 2013 |
| Stefan Brijs         | 20 september 2013 |
| Gregory Frateur      | 27 september 2013 |
| Ruth Joos            | 4 oktober 2013    |
| Marc Didden          | 11 oktober 2013   |
| Griet Op de Beeck    | 18 oktober 2013   |
| Wannes Cappelle      | 25 oktober 2013   |
| Kathleen Cools       | 1 november 2013   |
| Bogdan Vanden Berghe | 8 november 2013   |
| Hans Vandeweghe      | 15 november 2013  |
| Nathalie Basteyns    | 22 november 2013  |
| Tom Waes             | 29 november 2013  |
| Bart Peeters         | 6 december 2013   |
| Bruno De Wever       | 13 december 2013  |
| Paul Dujardin        | 20 december 2013  |
| Mieke Van Hecke      | 27 december 2013  |

### Seizoen 2
| Gast                    | Uitzenddatum      |
| ----------------------- | ----------------- |
| Jan Eelen               | 12 september 2014 |
| Els Dottermans          | 19 september 2014 |
| Johan Braeckman         | 26 september 2014 |
| Bent Van Looy           | 3 oktober 2014    |
| Herman Brusselmans      | 10 oktober 2014   |
| Sophie De Schaepdrijver | 17 oktober 2014   |
| Wim Willaert            | 24 oktober 2014   |
| Patrick Janssens        | 31 oktober 2014   |
| Gerda Dendooven         | 7 november 2014   |
| Kadir Balci             | 14 november 2014  |
| Peter Vandermeersch     | 21 november 2014  |
| Petra De Sutter         | 28 november 2014  |
| Wouter Vandenhaute      | 5 december 2014   |
| Guy Mortier             | 12 december 2014  |
| Dirk De Wachter         | 19 december 2014  |
| Guy Cassiers            | 26 december 2014  |

### Seizoen 3
| Gast            | Uitzenddatum  |
| --------------- | ------------- |
| Wim Helsen      | 24 april 2015 |
| Hans Van Dyck   | 1 mei 2015    |
| Joris Luyendijk | 8 mei 2015    |
| Anne Chapelle   | 15 mei 2015   |
| Kamagurka       | 22 mei 2015   |
| Jan Raes        | 29 mei 2015   |

### Seizoen 4
| Gast                   | Uitzenddatum     |
| ---------------------- | ---------------- |
| Stephan Vanfleteren    | 17 oktober 2015  |
| Viviane De Muynck      | 24 oktober 2015  |
| Ingrid Daubechies      | 31 oktober 2015  |
| Rik Torfs              | 7 november 2015  |
| Hendrik Willemyns      | 14 november 2015 |
| Kobe Desramaults       | 21 november 2015 |
| Rudi Vranckx           | 28 november 2015 |
| Walter Van Beirendonck | 5 december 2015  |
| Christine Mussche      | 19 december 2015 |
| Herman Koch            | 26 december 2015 |

### Seizoen 5
| Gast               | Uitzenddatum  |
| ------------------ | ------------- |
| Tom Lanoye         | 9 april 2016  |
| Alicja Gescinska   | 16 april 2016 |
| Otto-Jan Ham       | 23 april 2016 |
| Peter Vermeersch   | 30 april 2016 |
| Thomas Hertog      | 7 mei 2016    |
| Hugo Camps         | 14 mei 2016   |
| Claire Tillekaerts | 21 mei 2016   |

### Seizoen 6
| Gast                | Uitzenddatum     |
| ------------------- | ---------------- |
| Jan Mulder          | 22 oktober 2016  |
| Christophe Busch    | 29 oktober 2016  |
| Judith Vanistendael | 5 november 2016  |
| Caroline Pauwels    | 12 november 2016 |
| Fikry El Azzouzi    | 19 november 2016 |
| Wim Opbrouck        | 26 november 2016 |
| Barbara Baert       | 3 december 2016  |
| Herman Selleslags   | 10 december 2016 |
| Ivo van Hove        | 17 december 2016 |

### Seizoen 7
| Gast                   | Uitzenddatum      |
| ---------------------- | ----------------- |
| Trixie Whitley         | 2 september 2017  |
| Bart De Pauw           | 9 september 2017  |
| Béatrice Delvaux       | 16 september 2017 |
| Ilja Leonard Pfeijffer | 23 september 2017 |
| Mashid Mohadjerin      | 30 september 2017 |
| Paul Verhaeghe         | 7 oktober 2017    |
| Hilde Van Mieghem      | 14 oktober 2017   |
| Thomas Leysen          | 21 oktober 2017   |

### Seizoen 8
| Gast                | Uitzenddatum     |
| ------------------- | ---------------- |
| Frank Vander linden | 13 oktober 2018  |
| Mia Doornaert       | 20 oktober 2018  |
| Leo Van Broeck      | 27 oktober 2018  |
| Fien Troch          | 3 november 2018  |
| Johan Heldenbergh   | 10 november 2018 |
| Khalid Benhaddou    | 17 november 2018 |
| Sophie Dutordoir    | 24 november 2018 |
| Assita Kanko        | 1 december 2018  |
| Peter Hinssen       | 8 december 2018  |
| Jeroen Olyslaegers  | 15 december 2018 |

### Seizoen 9
| Gast                  | Uitzenddatum     |
| --------------------- | ---------------- |
| Daan Stuyven          | 26 oktober 2019  |
| Chams Eddine Zaougui  | 2 november 2019  |
| Wim Distelmans        | 9 november 2019  |
| Ann Dooms             | 16 november 2019 |
| Margot Vanderstraeten | 23 november 2019 |
| Valerie Trouet        | 30 november 2019 |
| Michael Van Peel      | 7 december 2019  |
| Maaike Cafmeyer       | 14 december 2019 |

### Seizoen 10
| Gast                       | Uitzenddatum     |
| -------------------------- | ---------------- |
| Tommy Wieringa             | 10 oktober 2020  |
| Ine Van Wymersch           | 17 oktober 2020  |
| Tom Barman                 | 24 oktober 2020  |
| Eva Van Braeckel           | 31 oktober 2020  |
| Michaël Borremans          | 7 november 2020  |
| Anne Teresa De Keersmaeker | 15 november 2020 |
| Karel Verhoeven            | 22 november 2020 |
| Wivina Demeester           | 28 november 2020 |
| Sachli Gholamalizad        | 5 december 2020  |

### Seizoen 11
| Gast                    | Uitzenddatum     |
| ----------------------- | ---------------- |
| Stefan Hertmans         | 9 oktober 2021   |
| Jef Vermassen           | 16 oktober 2021  |
| Binu Singh              | 23 oktober 2021  |
| Angelique Van Ombergen  | 30 oktober 2021  |
| Marieke Lucas Rijneveld | 6 november 2021  |
| Yasmine Kherbache       | 13 november 2021 |
| Peter De Graef          | 20 november 2021 |
| Marleen Temmerman       | 27 november 2021 |
| Tom Lenaerts            | 4 december 2021  |
| Stephen Fry             | 11 december 2021 |

### Seizoen 12
| Gast                 | Uitzenddatum     |
| -------------------- | ---------------- |
| Sidi Larbi Cherkaoui | 17 december 2022 |
| David Van Reybrouck  | 10 december 2022 |
| Marie Vinck          | 3 december 2022  |
| Jacques Vandermeiren | 26 november 2022 |
| Ish Ait Hamou        | 19 november 2022 |
| Lia van Bekhoven     | 12 november 2022 |
| Joris Hessels        | 5 november 2022  |
| Ingrid De Jonghe     | 29 oktober 2022  |
| Murielle Scherre     | 22 oktober 2022  |
| Nina Van Eeckhaut    | 15 oktober 2022  |

### Seizoen 13
| Gast                | Uitzenddatum     |
| ------------------- | ---------------- |
| Veerle Baetens      | 20 oktober 2023  |
| Dirk De Wachter (2) | 27 oktober 2023  |
| Alex Agnew          | 3 november 2023  |
| Damya Laoui         | 10 november 2023 |
| Koen Wauters        | 17 november 2023 |
| Sofie Van de Velde  | 24 november 2023 |
| Guy Verhofstadt     | 1 december 2023  |
| Elodie Ouédraogo    | 8 december 2023  |
| Herman Van Goethem  | 15 december 2023 |
| Charlotte Adigéry   | 22 december 2023 |